# 潍坊理工学院
潍坊理工学院，前身为山东师范大学历山学院，是2005年6月经国家教育部和山东省人民政府批准设立的全日制本科民办普通高等学校。
2012年以前，历山学院位于山东师范大学校本部内。2011年，山东师范大学与青州市人民政府、山东禄禧置业有限公司签署合作办学协议。2013年，山东师范大学历山学院迁入山东省青州市云门山东麓教育园区，占地1000亩，总投资近7亿元人民币，建筑面积达40万平方米，绿化率60。
2017年，山东师范大学历山学院提议更改校名为齐鲁科技学院。2018年，学校又计划改名为山东科技学院，仍未获批。2019年，独立设置为潍坊理工学院。